# صلول (المهرة)
صلول هي إحدى قرى عزلة قشن بمديرية قشن التابعة لمحافظة المهرة، بلغ تعداد سكانها 358 نسمة حسب تعداد اليمن لعام 2004.